# Buôn Hồ (thị xã)
Buôn Hồ là một thị xã cũ thuộc tỉnh Đắk Lắk, Việt Nam.
Buôn Hồ trước đây vốn là thị trấn huyện lỵ huyện Krông Búk. Năm 2008, Chính phủ ban hành Nghị định 07/NĐ-CP về việc tách thị trấn Buôn Hồ và 7 xã phía nam huyện Krông Búk để thành lập thị xã Buôn Hồ. Thị xã hiện đang là đô thị loại IV.

## Địa lý

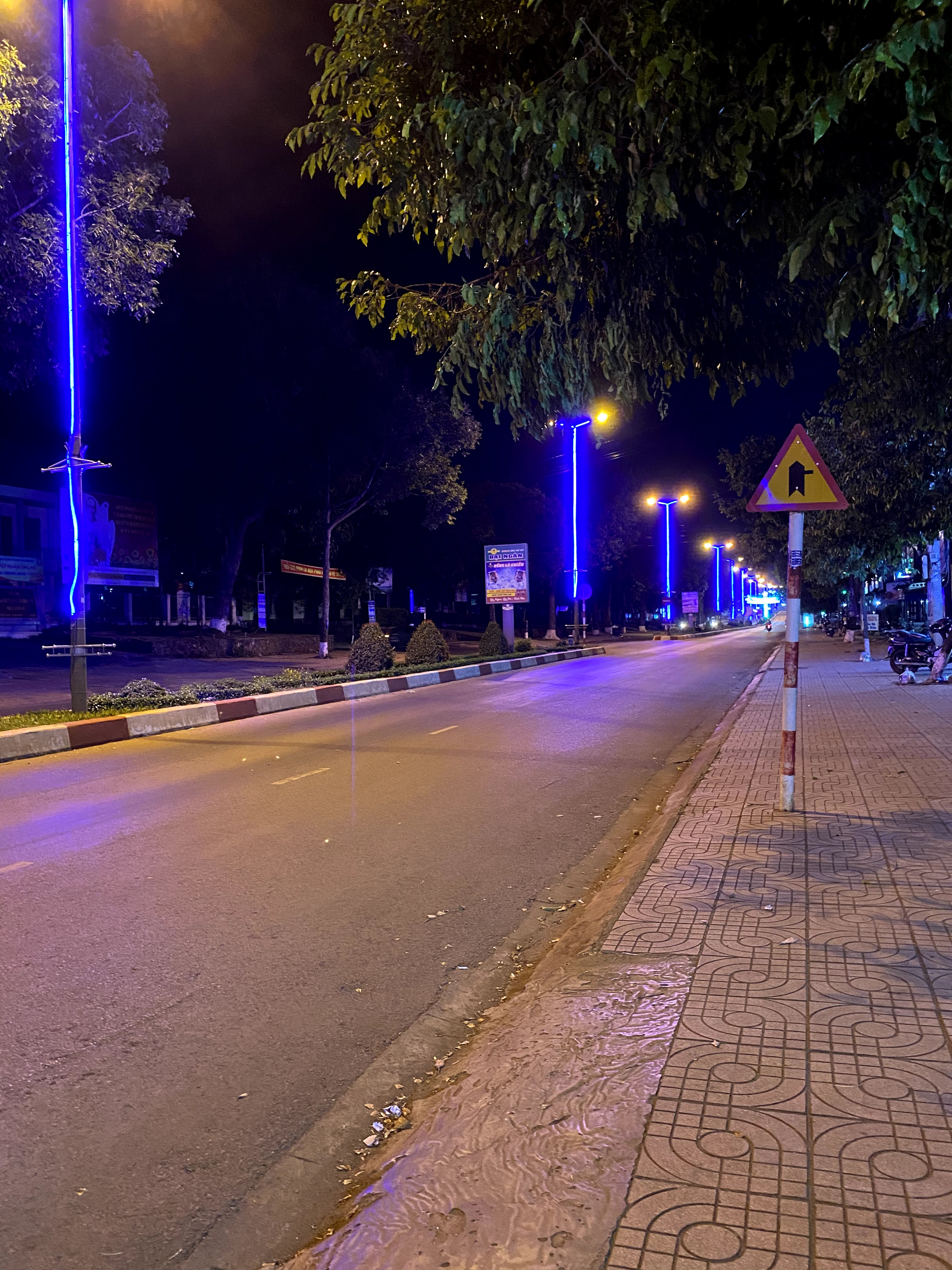
Quốc lộ 14 đoạn qua thị xã Buôn Hồ

Thị xã Buôn Hồ nằm ở phía bắc tỉnh Đắk Lắk, cách thành phố Buôn Ma Thuột 40 km về phía đông bắc theo Quốc lộ 14 và có vị trí địa lý:
- Phía đông giáp huyện Krông Năng
- Phía tây giáp huyện Cư M’gar
- Phía nam giáp huyện Krông Pắc
- Phía bắc giáp huyện Krông Búk.

Thị xã Buôn Hồ có diện tích là 282,61 km², dân số năm 2022 là 100.357 người, mật độ dân số đạt 384 người/km².

### Địa hình, địa mạo
Thị xã Buôn Hồ nằm ở độ cao từ 650-700m, địa hình đồi dốc thoải, chia cắt nhẹ, thấp dần từ Bắc xuống Nam, có 2 dạng địa hình chính:
- Địa hình bằng: Tập trung dọc hai bên đường quốc lộ 14, có cao độ trung bình 600 – 700 m, thấp dần về phía Đông. Diện tích vùng đồng bằng chiếm khoảng 55% diện tích tự nhiên. Đây cũng là vùng tập trung khu dân cư, công trình công cộng, sản xuất công nghiệp, dịch vụ, nông nghiệp hàng hóa của thị xã.
- Địa hình đồi dốc: Tập trung ở khu vực phía Tây của Thị xã chia cắt nhẹ, cao độ trung bình 650 - 750m, thấp dần về phía Đông. Diện tích vùng đồng bằng chiếm khoảng 45% diện tích tự nhiên. Hiện nay, phần lớn diện tích trồng cà phê, cao su và cây hàng năm.

Với hai loại địa hình khá rõ rệt tạo thuận lợi cho thị xã phát triển công nghiệp, dịch vụ và vùng chuyên canh sản xuất nông nghiệp.

### Khí hậu
Khí hậu thị xã mang đặc tính của khí hậu nhiệt đới gió mùa cao nguyên. Trong năm có hai mùa rõ rệt, mùa mưa và mùa khô. Một số chỉ tiêu đặc trưng khí hậu trên 
địa bàn thị xã như sau:
- Mùa mưa từ tháng 5 đến tháng 10, lượng mưa 1.387 mm chiếm 92% lượng mưa cả năm. Tháng có lượng mưa cao nhất là tháng 8 và tháng 9 (255 mm/tháng). Gió thịnh hành là gió mùa Tây Nam với cấp độ trung bình là cấp 2, 3, chế độ đặc trưng là nóng ẩm.
- Mùa mưa với lượng mưa nhiều đảm bảo đủ nước cho các loại cây trồng sinh trưởng và phát triển. Tuy nhiên, ở những khu vực có độ dốc lớn, bố trí cây trồng không hợp lý dễ dẫn đến xói mòn và rửa trôi. Mùa khô: từ tháng 11 đến tháng 4 năm sau, lượng mưa chỉ chiếm 8% lượng mưa cả năm, nhiều năm từ tháng 12 đến tháng 1, 2, thậm chí có năm hết tháng 3 năm sau không có mưa. Gió Đông bắc trung bình cấp 3, cấp 4, mạnh nhất tới cấp 5, cấp 6; ẩm độ không khí thấp, lượng bốc hơi lớn làm cho mức độ khô hạn càng trở nên khốc liệt.
- Nhiệt độ không khí trung bình năm 23,4 °C (Nhiệt độ không khí trung bình cao nhất 26,5 °C và thấp nhất là 20,8 °C).
- Độ ẩm không khí trung bình năm 85% (Độ ẩm không khí trung bình năm cao nhất 95% và thấp nhất 70%). Hướng gió chủ đạo là gió mùa tây nam (mùa mưa) và đông bắc (mùa khô).[2]

### Thủy văn
Thị xã có suối Krông Búk là suối chính, bắt nguồn từ độ cao 700-800m chảy theo 
hướng Tây Bắc – Đông Nam, có lòng suối rộng khoảng 10m. Hiện nay, đã xây dựng đập thủy lợi Buôn Trinh, tưới khoảng 150 ha cà phê. Ngoài ra, còn có các sông, suối nhỏ và các công trình thủy lợi để phục vụ cho sản xuất nông nghiệp và đáp ứng nhu cầu cung cấp nước cho sinh hoạt của người dân. Lượng dòng chảy mùa cạn chỉ chiếm 20-25% tổng lượng dòng chảy cả năm, nên khai thác phục vụ sản xuất rất hạn chế.

### Tài nguyên đất
Thị xã Buôn Hồ có 9 loại đất chính:
- Nhóm đất đỏ: Có 4 loại đất, bao gồm:
  - Đất nâu đỏ trên đá Bazan (Fk) và đất nâu vàng trên đá Bazan (Fu): Hai loại đất trên có diện tích 25.440,4 ha, chiếm trên 90% diện tích tự nhiên, đây là nhóm đất chính trên địa bàn thị xã, phân bố thành khối tập trung rất rộng lớn và có ở hầu hết các xã, phường. Nhóm đất này, rất giàu dinh dưỡng, có tầng dày thích hợp cho việc trồng các loại cây công nghiệp dài ngày, cây ăn quả,...
  - Đất đỏ vàng trên đá sét (Fs), đất vàng đỏ trên đá granít (Fa) và đất vàng nhạt trên đá cát (Fq): Các loại đất này chiếm khoảng 3,52% diện tích tự nhiên.
- Nhóm đất đen (Đất nâu thẫm trên đá bazan (Ru)): Có 768,6 ha, chiếm 2,72% diện tích tự nhiên phân bổ nơi có địa hình dốc vừa (3 -150). Đây là những loại đất hình thành trên sản phẩm rửa trôi của đất đỏ Bazan lắng đọng ở vùng thấp, phát triển chủ yếu trên nền đá bọt Bazan, nên giàu Sắt, Nhôm, Calci, Magiê, Phospho, Kali, Natri. Đất có màu nâu thẫm, tầng khá dày, có phản ứng trung tính pH= 6 - 7, tỷ lệ mùn trong đất trên 5%, giàu đạm 0,3 -0,4%, dung tích hấp thu cation cao 60 - 80 ldl/100g đất, lân tổng số giàu hơn đất đỏ bazan 0,2 - 1%, lân dễ tiêu khá. Nhóm đất này có địa hình lượn sóng, thành phần cơ giới từ thịt nhẹ đến trung bình, có tầng đất mịn, không dày, có lẫn nhiều sỏi sạn, giàu dinh dưỡng, thích hợp cho phù hợp cho phát triển cây lương thực, thực phẩm và công nghiệp ngắn ngày.
- Nhóm đất dốc tụ: Có 353,2 ha, chiếm 1,25% diện tích tự nhiên. Đất hình thành ở địa hình thung lũng, trên các sản phẩm bồi tụ từ các khu vực đồi núi cao xung quanh. Vì vậy, nó phân bổ rất rải rác, ở khắp các khe suối hợp thủy, đất thường thích hợp cho trồng lúa nước và hoa màu. Ngoài ra trên địa bàn thị xã còn có 2 nhóm đất phân bố diện tích không nhiều đó là đất xám (Đất xám bạc màu trên đá cát), phát triển trên đá mẹ Granite và các trầm tích hỗn hợp Mezozoi, phân bố tại vùng địa hình đồi thấp, độ dày tầng đất trung bình, được khai thác vào trồng cây màu; và đất phù sa sông ngòi suối (phân bố rải rác ven sông suối, được hình thành do suối mang phù sa bồi đắp nên, đất giàu dinh dưỡng, thành phần cơ giới từ thịt trung bình đến thịt nặng, tầng đất dày, đất có màu xám, đen; vùng ngập nước đất bị glây, đây là nhóm đất cho ưu thế phát triển các loại cây trồng lương thực thực phẩm, đặc biệt là lúa nước, rau các loại,...[2]

### Tài nguyên nước
Nước mặt: Thị xã Buôn Hồ có nhiều suối và hợp thủy tương đối đều giữa các khu vực, mùa mưa từ tháng 6 đến tháng 11, mùa khô từ tháng 12 đến tháng 5 năm sau. Lượng dòng chảy mùa khô chỉ chiếm 20-25% tổng lượng dòng chảy cả năm, nên khai thác phục vụ sản xuất rất hạn chế:
- Suối chính: Thị xã Buôn Hồ có suối Krông Búk bắt nguồn từ độ cao 700-800m chảy theo hướng Tây Bắc – Đông Nam, lòng suối rộng khoảng 10m, hiện nay đã xây dựng đập thủy lợi Buôn Trinh tưới 150 ha cà phê. Ngoài ra, có các suối nhỏ, ngắn, lưu lượng thấp, khai thác phục vụ sản xuất nông nghiệp còn hạn chế.
- Các hồ chứa lớn có dung tích trên 400.000 m³ như: Hồ Nam Hồng 1, hồ Giao Thủy, hồ Hợp Thành, hồ Tân Hà, hồ Ea Phê, hồ Ea Muých. Trong đó có hồ Nam Hồng 1, hồ Hợp Thành đang được sử dụng nguồn nước mặt để cấp nước phục vụ sinh hoạt.
- Vùng có nguồn nước tương đối thuận lợi: Gồm khu vực dọc theo suối Krông Búk, do sự chênh lệch độ cao giữa mặt suối và vùng canh tác lớn nên để khai thác được nguồn nước từ suối Krông Búk cần phải đầu tư vốn tương đối cao.
- Vùng có nguồn nước tương đối khó khăn: Dọc theo ranh giới huyện Krông Năng, Cư M’Gar, nằm ở đầu nguồn nước và các suối nhỏ.
- Vùng có nguồn nuớc đặc biệt khó khăn: Chạy dọc theo quốc lộ 14.

Nước ngầm: Độ dày tầng chứa nước biến động từ 60-160m, trung bình 100m và giảm dần từ Bắc xuống Nam. Mực nước ngầm tương đối phong phú, có thể khai thác phục vụ sản xuất nông, công nghiệp và dân sinh, bổ sung cho nguồn nước mặt ở những vùng khó khăn. Một số khu vực gần khu dân cư bị ảnh hưởng bởi lượng nước thải sinh hoạt vào lòng đất.

### Tài nguyên rừng
Theo thống kê đất đai năm 2020, thị xã có 47,91 ha đất rừng trồng, tập trung ở
khu vực Đèo Hà Lan. Phân bố ở phường Bình Tân (43,54 ha) và An Lạc (4,37 ha).
Tuy tài nguyên rừng không còn nhiều, nhưng thị xã có các loại cây công nghiệp dài ngày như: Cao su, cà phê, cây ăn quả,... góp phần tăng độ che phủ, bảo 
vệ tài nguyên đất, nước và môi trường sinh thái. Bên cạnh đó, thị xã đã cấp phát cây phân tán cho nông dân trồng trong nương rẫy. Năm 2017-2018, thị xã Buôn Hồ đã phối hợp với Tỉnh đoàn và các đơn vị có liên quan tổ chức trồng 12.720 cây Sao đen và 3.025 cây thông, với diện tích gần 23 ha góp phần vào tăng tỷ lệ che phủ của rừng trong giai đoạn tới.

### Tài nguyên khoáng sản, vật liệu xây dựng
Thị xã Buôn Hồ không có có tiềm năng về tài nguyên khoáng sản lớn. Theo Quy hoạch thăm dò, khai thác và sử dụng khoáng sản tỉnh Đắk Lắk đến năm 2020, 
định hướng đến năm 2030, thị xã có 22 mỏ đá xây dựng, với tổng trữ lượng tài
nguyên 5.348.746 m³; Công suất khai thác 4.948.746 m³/năm; tổng diện tích các mỏ
khoảng 37,80 ha.

### Tài nguyên nhân văn
Thị xã có nhiều thành phần dân tộc sinh sống. Việc khai thác, tôn tạo, giữ gìn 
các di tích văn hoá và danh lam thắng cảnh hiện có là cơ sở để phát triển ngành du lịch, thu hút khách tới tham quan, nghỉ dưỡng, tìm hiểu về kiến trúc, sinh hoạt, tập quán, lễ nghi, nghệ thuật của dân tộc; thị xã có văn hóa của người dân tộc địa phương và văn hóa của người miền núi phía bắc, trong đó nổi bật là Buôn Tring (phường An Lạc) có trên 400 hộ gia đình, trong đó có khoảng 70% hộ vẫn còn giữ lại nhà sàn truyền thống, bảo tồn, lưu giữ cồng chiêng. Năm 2017, buôn Tring là một trong 10 buôn làng truyền thống được tỉnh đồng ý đầu tư xây dựng buôn du lịch cộng đồng. Theo đó, buôn Tring sẽ được hỗ trợ đầu tư xây dựng thành điểm đến du lịch cộng đồng với nét đẹp văn hóa về cồng chiêng, lễ hội dân gian được gìn giữ và bảo tồn cũng như nghề dệt thổ cẩm truyền thống được tập trung khôi phục, mở rộng,...
Bên cạnh đó, năm 2013, thác Drai Ega đã được công nhận là di tích cấp tỉnh, chính quyền địa phương đã khoanh vùng bảo vệ, đồng thời kêu gọi đầu tư để Drai 
Êga trở thành một địa điểm du lịch đẹp của tỉnh.
Thị xã cũng đầu tư phát triển các câu lạc bộ đàn Tính, hát Then, du lịch cộng 
đồng tại các buôn đồng bào các dân tộc Êđê, Tày, Nùng cũng như bảo tồn và phát 
huy một số lễ hội tiêu biểu (Lễ hội dân gian văn hóa Hảng Pồ của dân tộc Tày –
Nùng, Lễ cúng bến nước, Lễ ăn cơm mới, Lễ bỏ mả của đồng bào Êđê).
Ngoài ra, tiềm năng phát triển du lịch như: Cảnh quan dọc sông Krông Búk, thác suối Krông Búk ở xã Ea Blang, hồ Ba Diễn, cảnh quan vườn cây công nghiệp 
thuận lợi phát triển du lịch sinh thái nghỉ dưỡng, vui chơi giải trí.
Khu vực đèo Hà Lan có cảnh quan và khí hậu rất thuận lợi cho việc xây dựng 
thành khu du lịch sinh thái và nghỉ dưỡng và đã được quy hoạch chi tiết xây dựng
Khu du lịch Đèo Hà Lan (Quyết định số 623/QĐ- UBND ngày 18/3/2009 của 
UBND tỉnh Đắk Lắk), tạo môi trường thuận lợi trong thu hút các nhà đầu tư đến phát triển du lịch.

## Lịch sử

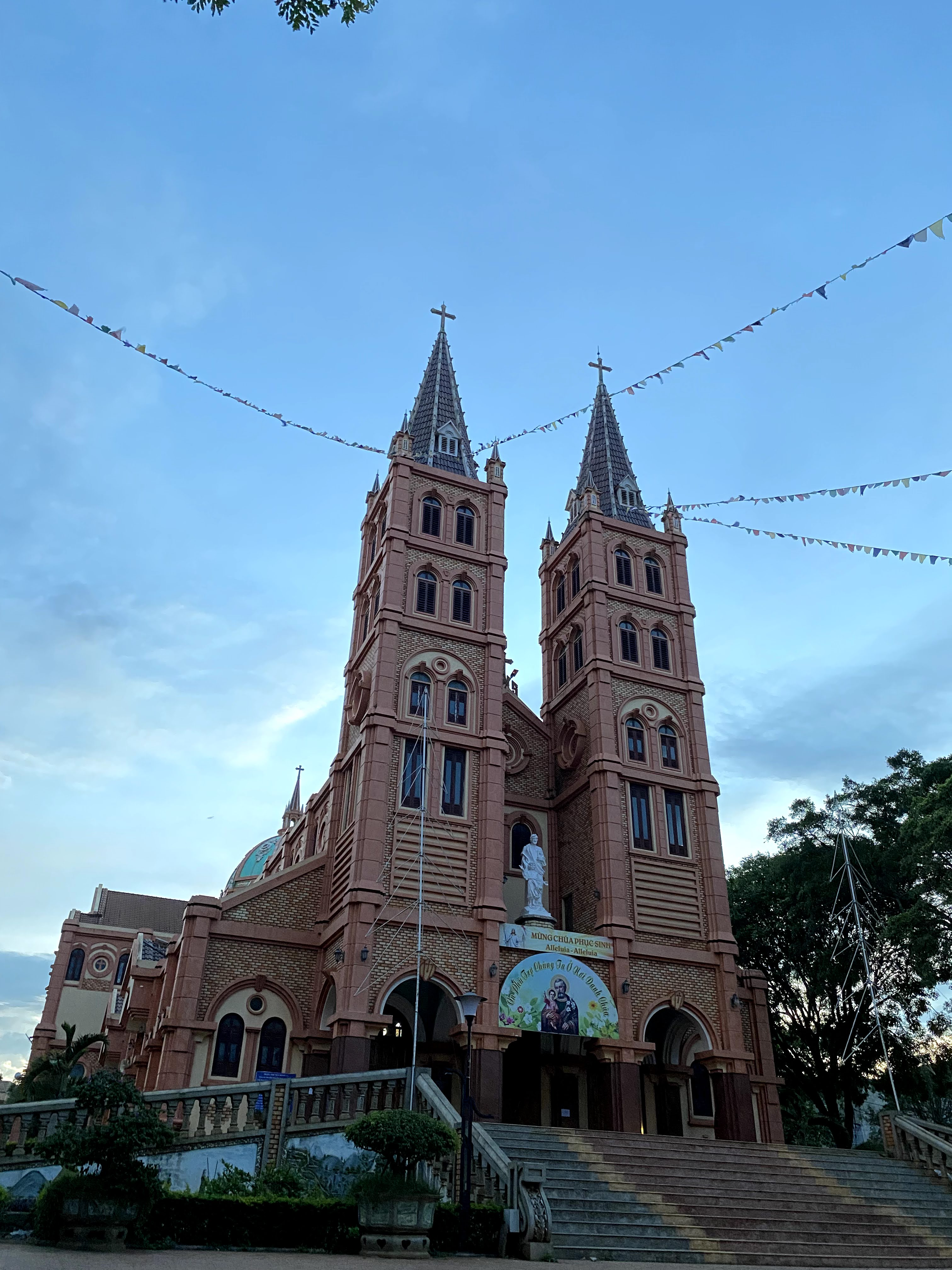
Nhà thờ Buôn Hồ trên địa bàn phường An Bình

Năm 1931, thực dân Pháp thành lập quận Buôn Hồ thuộc tỉnh Darlac.
Theo Nghị định số 356-BNV/HC/NĐ của chính quyền Việt Nam Cộng hòa ngày 2 tháng 7 năm 1958, quận Buôn Hồ có 4 tổng: Cư Đlieya (4 xã), Cư Kuk (3 xã), Cư Kti (5 xã), Cư Đrê (4 xã).
Sau năm 1975, quận Buôn Hồ đổi thành huyện Krông Búk, tỉnh Đắk Lắk, ban đầu bao gồm 22 xã: Bình Thuận, Cư Bao, Cư Né, Cư Suê, Cuôr Đăng, Dliê Ya, Dliê Yang, Đoàn Kết, Ea Drông, Ea H’đinh, Ea H'leo, Ea Hồ, Ea Khăl, Ea Pốk, Ea Sol, Ea Súp, Ea Tul, Krông Na, Pơng Drang, Quảng Phú, Tam Giang, Thống Nhất.
Vùng đất thị xã Buôn Hồ ngày nay khi đó là 5 xã: Bình Thuận, Cư Bao, Đoàn Kết, Ea Drông, Thống Nhất và một phần xã Pơng Drang thuộc huyện Krông Búk.
Ngày 17 tháng 1 năm 1984, Hội đồng Bộ trưởng ban hành Quyết định 13-HĐBT. Theo đó, chia xã Đoàn Kết thành 3 đơn vị hành chính lấy tên là xã Đoàn Kết, xã Ea Blang và thị trấn Buôn Hồ.
Ngày 26 tháng 5 năm 1992, thành lập xã Ea Siên trên cơ sở 1.700 ha diện tích tự nhiên với 1.000 nhân khẩu của xã Ea Drông; 950 ha diện tích tự nhiên với 500 nhân khẩu của xã Bình Thuận; 650 ha diện tích tự nhiên với 1.250 nhân khẩu của xã Thống Nhất; 100 ha diện tích tự nhiên của xã Ea Blang.
Ngày 16 tháng 5 năm 2006, Chính phủ ban hành Nghị định 47/2006/NĐ-CP. Theo đó, thành lập xã Ea Đê trên cơ sở điều chỉnh 2.970 ha diện tích tự nhiên và 10.025 người của xã Pơng Drang.
Ngày 6 tháng 3 năm 2008, Bộ Xây dựng đã ra Quyết định số 315/QĐ-BXD công nhận thị trấn Buôn Hồ là đô thị loại IV.
Ngày 23 tháng 12 năm 2008, Chính phủ ban hành Nghị định số 07/NĐ-CP. Theo đó:
- Thành lập thị xã Buôn Hồ trên cơ sở toàn bộ diện tích và dân số của thị trấn Buôn Hồ và 7 xã: Bình Thuận, Cư Bao, Đoàn Kết, Ea Blang, Ea Drông, Ea Siên, Thống Nhất; 1.336,9 ha diện tích tự nhiên và 7.109 người của xã Ea Đê thuộc huyện Krông Búk.
- Thành lập phường Đạt Hiếu thuộc thị xã Buôn Hồ trên cơ sở điều chỉnh 1.048 ha diện tích tự nhiên và 7.109 người của xã Ea Đê.
- Thành lập phường An Lạc trên cơ sở điều chỉnh 235 ha diện tích tự nhiên và 7.263 người của thị trấn Buôn Hồ; 344 ha diện tích tự nhiên và 3.118 người của xã Ea Blang.
- Thành lập phường An Bình trên cơ sở điều chỉnh 267 ha diện tích tự nhiên và 9.302 người của thị trấn Buôn Hồ; 274,7 ha diện tích tự nhiên và 927 người của xã Đoàn Kết; 288,9 ha diện tích tự nhiên của xã Ea Đê.
- Thành lập phường Thiện An trên cơ sở điều chỉnh 488,38 ha diện tích tự nhiên và 4.686 người còn lại của thị trấn Buôn Hồ; 380 ha diện tích tự nhiên và 728 người của xã Ea Blang.
- Thành lập phường Đoàn Kết trên cơ sở 1.506,43 ha diện tích tự nhiên và 4.106 người còn lại của xã Đoàn Kết.
- Thành lập phường Thống Nhất trên cơ sở điều chỉnh 1.691 ha diện tích tự nhiên và 10.968 người của xã Thống Nhất; 94 ha diện tích tự nhiên và 1.847 người của xã Ea Siên.
- Thành lập phường Bình Tân trên cơ sở 1.601,79 ha diện tích tự nhiên và 7.397 người còn lại của xã Thống Nhất.

Sau khi thành lập, thị xã Buôn Hồ có 28.205,89 ha diện tích tự nhiên và 101.554 người với 12 đơn vị hành chính trực thuộc, bao gồm 7 phường và 5 xã.
Ngày 28 tháng 9 năm 2024, Ủy ban Thường vụ Quốc hội ban hành Nghị quyết số 1193/NQ-UBTVQH15 về việc sắp xếp đơn vị hành chính cấp xã của tỉnh Đắk Lắk giai đoạn 2023 – 2025 (nghị quyết có hiệu lực từ ngày 1 tháng 11 năm 2024). Theo đó, giải thể xã xã Ea Blang để sáp nhập vào xã Ea Drông và xã Ea Siên.
Thị xã Buôn Hồ có 7 phường và 4 xã như hiện nay.

## Hành chính
Thị xã Buôn Hồ có 11 đơn vị hành chính cấp xã trực thuộc, gồm 7 phường: An Bình, An Lạc, Bình Tân, Đạt Hiếu, Đoàn Kết, Thiện An, Thống Nhất và 4 xã: Bình Thuận, Cư Bao, Ea Drông, Ea Siên.

## Kinh tế

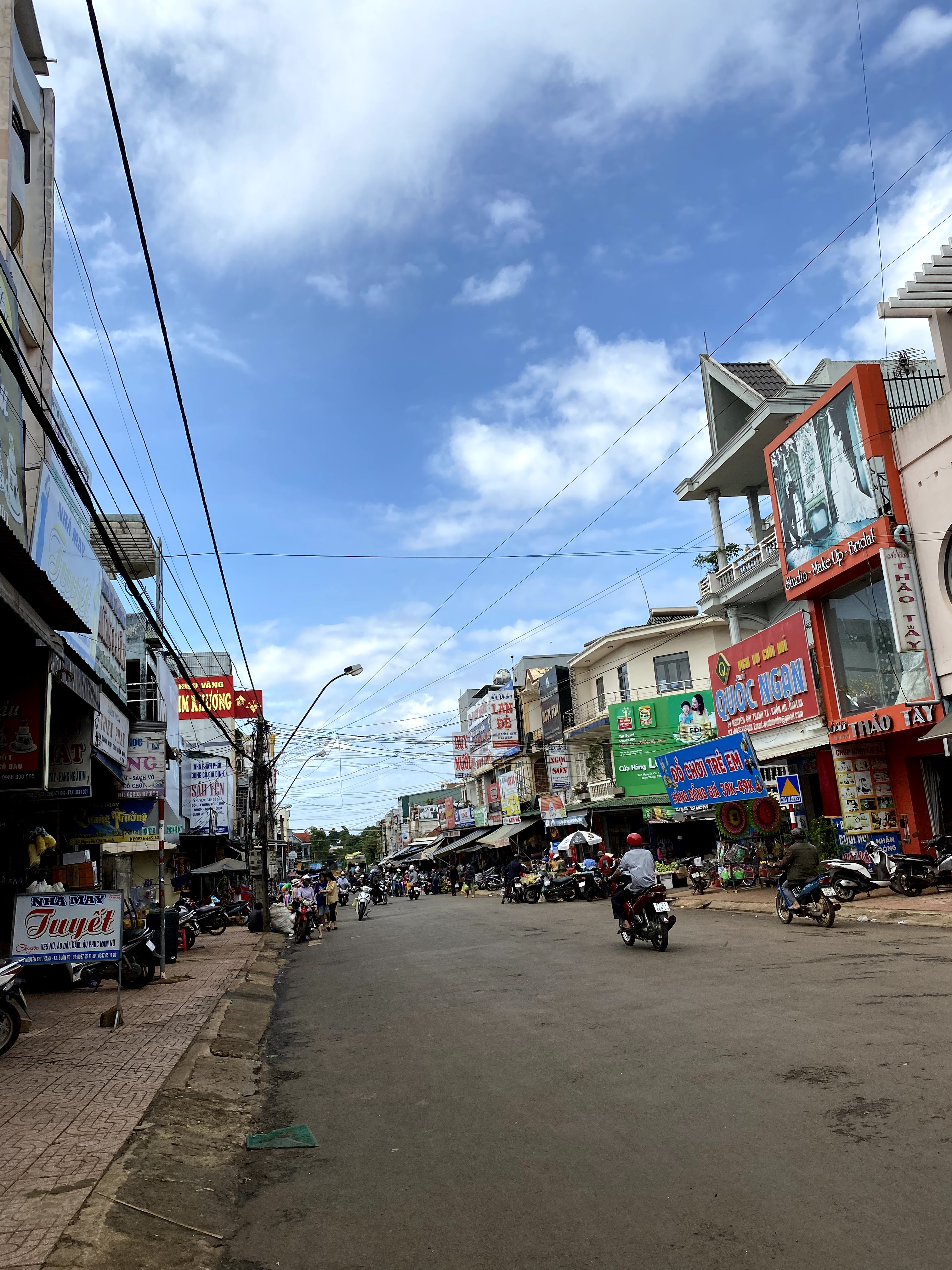
Một góc chợ trung tâm thị xã Buôn Hồ

Tăng trưởng kinh tế: Theo Báo cáo Quy hoạch phát triển kinh tế xã hội thị xã Buôn Hồ đến năm 2020 và Kế hoạch phát triển kinh tế - xã hội, đảm bảo quốc phòng, an ninh thị xã Buôn Hồ 5 năm 2021-2025:
- Tổng giá trị sản xuất các ngành (theo giá 2010) năm 2010 đạt 1.342,51 tỷ đồng; lên 4.938,1 tỷ đồng năm 2015 và đến năm 2020 đạt 8.905,2 tỷ đồng. Tốc độ tăng trưởng bình quân giai đoạn 2011-2020 đạt 20,83%. Trong đó: khu vực sản xuất nông-lâm-thủy sản 11,28%, khu vực sản xuất công nghiệp-xây dựng 39,38% và sản xuất thương mại-dịch vụ tăng 29,94%.
- Tổng thu ngân sách trên địa bàn năm 2020 đạt 129,8 tỷ đồng.
- Tổng sản lượng lương thực có hạt năm 2020 đạt 32.383 tấn.

Chuyển dịch cơ cấu kinh tế: Về cơ cấu và chuyển dịch cơ cấu kinh tế: Cơ cấu kinh tế đã có sự chuyển biến tích cực, tỷ trọng ngành thương mại-dịch vụ và công nghiệp–XD tăng. Tuy nhiên, sự chuyển dịch còn chậm. Tỷ trọng của khu vực nông, lâm, thủy sản giảm từ 70,75% năm 2010 xuống còn 41,31% năm 2015 và 31,06 năm 2020; khu vực công nghiệp-xây dựng tăng từ 4,02% năm 2010 lên 16,41% năm 2015 và 16,78% năm 2020; thương mại-dịch vụ tăng từ 25,22% năm 2010 lên 42,28% năm 2015 và 52,16% năm 2020.

### Nông nghiệp
Giá trị sản xuất ngành nông nghiệp và thủy sản năm 2010 có 949,89 tỷ đồng 
(giá so sánh 2010); năm 2015 đạt 2.040,0 tỷ đồng và năm 2020 đạt 2.765,5 tỷ đồng 
(tăng 1.815,61 tỷ đồng so với năm 2010). Tốc độ tăng trưởng bình quân giai đoạn 
2011-2020 là 11,28% (trong đó, giai đoạn 2011-2015 là 16,52%/năm; giai đoạn 
2016-2020 là 6,27%/năm). Sản lượng lương thực có hạt bình quân đầu người năm 
2020 đạt 299 kg. Tỷ trọng ngành nông, thủy sản chiếm 31,06% trong cơ cấu kinh tế.

### Công nghiệp – xây dựng
Tổng giá trị sản xuất (theo giá 2010) năm 2010 có 54,02 tỷ đồng (giá so sánh 2010); năm 2015 đạt 810,10 tỷ đồng và năm 2020 đạt 1.494,4 tỷ đồng (tăng 
1.440,38 tỷ đồng sơ với năm 2010). Tốc độ tăng trưởng bình quân giai đoạn 2011-
2020 là 39,38% (trong đó, giai đoạn 2011-2015 là 71,87%/năm; giai đoạn 2016-
2020 là 13,03%). Tỷ trọng ngành công nghiệp-xây dựng chiếm 16,78% trong cơ cấu kinh tế.

### Dịch vụ
Tổng giá trị sản xuất (theo giá 2010) năm 2010 có 338,6 tỷ đồng (giá so sánh 2010); năm 2015 đạt 2.088,0 tỷ đồng và năm 2020 đạt 4.645,3 tỷ đồng (tăng 
1.440,38 tỷ đồng so với năm 2010). Tốc độ tăng trưởng bình quân giai đoạn 2011-
2020 là 29,94% (trong đó, giai đoạn 2011-2015 là 43,88%/năm; giai đoạn 2016-
2020 là 17,34%). Tỷ trọng ngành thương mai-dịch vụ chiếm 52,16% trong cơ cấu 
kinh tế.

## Văn hóa - xã hội

### Dân cư
Trên địa bàn thị xã có nhiều dân tộc anh em cùng sinh sống như Ê Đê, Gia Rai, Kinh, Tày... đã tạo nên một nền văn hóa phong tục đa dạng, phong phú, đậm đà bản sắc dân tộc, tạo nên nết đẹp hiếm có của Việt Nam

### Giáo dục
Thị xã Buôn Hồ có 25 trường tiểu học:
- Trường TH Nguyễn Văn Trỗi
- Trường TH Nguyễn Bá Ngọc
- Trường TH Trần Quốc Tuấn
- Trường TH Hà Huy Tập
- Trường TH Nguyễn Tất Thành
- Trường TH Lê Quý Đôn
- Trường TH Nguyễn Bỉnh Khiêm
- Trường TH Y Nuê
- Trường TH Tô Hiệu
- Trường TH Trần Quốc Toản
- Trường TH Nguyễn Trãi
- Trường TH Trung Vương
- Trường TH Quang Trung
- Trường TH Kim Đồng
- Trường TH Võ Thị Sáu
- Trường TH Y Jút
- Trường TH và THCS Đinh Núp
- Trường TH Y Ngông
- Trường TH Lê Thị Hồng Gám
- Trường TH Ama Jhao
- Trường TH Nơ Trang Lơng
- Trường TH Ama Khê
- Trường TH Nguyễn Viết Xuân
- Trường TH Hoàng Văn Thụ
- Trường TH Lê Lợi

Thị xã có 13 trường trung học cơ sở:
- Trường THCS Nguyễn Khuyến
- Trường TH và THCS Đinh Núp
- Trường THCS Ngô Quyền
- Trường THCS Hùng Vương
- Trường THCS Chu Văn An
- Trường THCS Tô Vĩnh Diện
- Trường THCS Nguyễn Du
- Trường THCS Nguyễn Trường Tộ
- Trường THCS Đinh Tiên Hoàng
- Trường THCS Ngô Mây
- Trường THCS Trần Phú
- Trường THCS Trần Đại Nghĩa
- Trường PTDTNT THCS Thị xã Buôn Hồ

Thị xã có 4 trường trung học phổ thông:
- Trường THPT Buôn Hồ (phường An Bình)
- Trường THPT Hai Bà Trưng (phường Thiện An)
- Trường THPT Huỳnh Thúc Kháng (phường Thống Nhất)
- Trường THPT Dân tộc Nội trú Đam San.